# Гюлья Авшар
Гюлья Авшар (тур. Hülya Avşar; 10 жовтня 1963, Едреміт, Туреччина) — турецька акторка телебачення і кіно, телеведуча, співачка та кінорежисерка, а також тенісистка. Українській аудиторії відома роллю Сафіє Султан, яку виконала у серіалі "Величне століття. Нова володарка".

## Біографія
Народилася 10 жовтня 1963 року в турецькому місті Едреміт, провінції Баликесір.
1982 року закінчила Анкарське державне училище. Професійно займалася плаванням. У тому ж році переїхала з родиною до Стамбулу. 
 1983 року стала переможницею у конкурсі краси "Міс Туреччина", однак їй не вдалось отримати цей титул та призові за нього, оскільки вона на той час знаходилась у шлюбі, а головною умовою конкурсу була відсутність шлюбних відносин в учасниць. Дебютом акторки у кіно став фільм "Заборона" (1983). Надалі вона знялася у близько 70-ти фільмах та отримала нагороду "Найкраща акторка" на вісімнадцятому Московському міжнародному кінофестивалі. В той же час Авшар розпочала кар'єру співачки, випустила вісім альбомів та два сингли.
 Авшар також займається тенісом. У 2001 році вона виграла чемпіонат з цього виду спорту (TED 2001 tennis tournament). 
 З 2011 по 2013 роки була суддею і наставницею у перших двох сезонах турецької версії вокального шоу "Голос". 
 Акторка також спробувала себе у ролі судді турецького талант-шоу (тур. Yetenek Sizsiniz Türkiye), у якому вона бере участь з 2009 року. 
 8 років займала посаду головної редакторки у журналі "Hülya". 
 Заснувала турецький бренд у сфері модної індустрії під назвою "by H".

## Особисте життя
1979 року Гюлья Авшар одружилася з Мехметом Течірілі (згодом розлучилася). 
 У 1997 році одружилася з Каєм Чілінгіроглу, народила доньку Зехру. У 2005 розлучилася з ним.

## Вибіркова фільмографія
| Рік  | Проект                           | Роль              |
| ---- | -------------------------------- | ----------------- |
| 1983 | Печаль                           | Гюлья             |
| 1983 | Заборона                         | Гюлья             |
| 1983 | Сталева гробниця                 | Гюль              |
| 1984 | Karanfilli Naciye                | Насіє             |
| 1984 | Пристрасть                       | Хаджер            |
| 1984 | Ömrümün Tek Gecesi               | Гюльсерен         |
| 1984 | Іноземець                        | Гюлья             |
| 1984 | Капітан                          | Меліке            |
| 1984 | Güneş Doğarken                   | Налан             |
| 1984 | Ayşem                            | Айше              |
| 1984 | Нефрет                           | Гюлья             |
| 1985 | Tele Kızlar                      | Чагла             |
| 1985 | Смертельна дорога                | Зейнеп            |
| 1985 | Сині, сині                       | Сібель            |
| 1985 | Секретар                         | Гюлья             |
| 1985 | Tapılacak Kadın                  | Сабіна            |
| 1985 | Молоді злочинці                  | Неслихан          |
| 1985 | Раб грошей                       | Башак             |
| 1986 | Fatmagül'ün Suçu Ne?             | Фатмагюль         |
| 1986 | Одна довга ніч                   | Гюльсюм           |
| 1986 | Dağlı Güvercin                   | Азізе             |
| 1986 | Üç Halka 25                      | Гюльчічек         |
| 1986 | Кобила                           | Гюлья             |
| 1986 | Наша історія кохання             | Севда             |
| 1986 | Alın Yazım                       | Гюлья             |
| 1986 | Sevda Ateşi                      | Мавіш             |
| 1986 | Синій ангел                      | Білур Еліф        |
| 1987 | Завтра, завтра                   | Сейда             |
| 1987 | Bir Kırık Bebek                  | Гюлізар           |
| 1987 | Çil Horoz                        | Айтен             |
| 1987 | Повертайся                       | Гамзе             |
| 1987 | Alamancının Karısı               | Зеліха            |
| 1987 | Побачення                        | Арзу              |
| 1988 | Aşıksın                          | Деніз             |
| 1988 | Гюлья                            | Гюлья             |
| 1988 | Мелодрама                        | Есра              |
| 1989 | Öğretmen Zeynep                  | Зейнеп            |
| 1989 | Fotoğraflar                      | Неслихан          |
| 1989 | Fazilet                          | Фазілет           |
| 1990 | Мої кінотеатри                   | Несібе            |
| 1993 | Хасан Богулду                    | Еміне             |
| 1993 | Берлін в Берліні                 | Дільбер           |
| 1995 | Анатомія жінки                   | Сібель            |
| 1999 | Коштовності пані Салхим          | Нора              |
| 2000 | Savunma                          | Седа              |
| 2002 | Зелене світло                    | Еліф              |
| 2004 | Час серця                        | Белкіс            |
| 2004 | Смарагд                          | Зумрут Карахан    |
| 2004 | Якщо жінка                       | Канан             |
| 2005 | Дві дівчини                      | Леман             |
| 2005 | Обурливий клас в армії           | Зехра             |
| 2007 | Існує можливість                 | Алев              |
| 2011 | 72 камера                        | Фатма             |
| 2015 | Величне століття. Нова володарка | Сафіє Султан      |
| 2018 | Selfi                            | у ролі самої себе |
| 2021 | Невинність                       | Хейл Ілгаз        |

## Дискографія
Студійні альбоми
- Her Şey Gönlünce Olsun (13 червня 1989)
- Hatırlar mısın? (1 жовтня 1990)
- Hülya Gibi (20 жовтня 1991)
- Dost Musun Düşman Mı? (18 березня 1993)
- Yarası Saklım (27 грудня 1995)
- Hayat Böyle (червень 1998)
- Aşıklar Delidir (10 травня 2002)
- Haute Couture / Kişiye Özel (жовтень 2009)
- Aşk Büyükse (5 жовтень 2013)

Сингли
- Sevdim (квітень 2000)
- Geçmiş Olsun (серпень 2011)
- Saymadım Kaç Yıl Oldu (липень 2019)
- Sen Olmazsan (з  Рафетом Ель Романом) (березень 2017)